# Вера Циривири
Вера Циривири с псевдоним Трена е югославска партизанка, участничка в комунистическата съпротива във Вардарска Македония.

## Биография
Родена е през 1920 г. в град Прилеп в аромънското семейството на Васка и Коста Циривири. Баща ѝ Коста е лежал пет години в затвора поради социалистическите си идеи. През 1935 г. се разболява и заедно с майка си заминават за Белград, където се лекува. Там по това време е баща ѝ, който работи като шивач. В неговия дюкян са се събирали и други комунистически дейци като Мирче Ацев, Страшо Пинджур, Борка Талески, Кузман Йосифовски, Кочо Рацин и други. През 1940 г. Вера става член на ЮКП и участва в Илинденските демонстрации в Югославия.
След окупацията на Югославия от страна на германците влиза в комунистическата съпротива. Работи като инструктор и обикаля да основава местни комитети на ЮКП и да набира партизани. За нейната глава е обявена награда 20 000 лв. от страна на българските власти. На 14 юли 1944 г. в Щип, къщата където се помещава е обградена. Тя се опитва да избяга през съседната къща. Виждайки, че няма да успее да избяга се самоубива.